# Dołani
Dołani (mac. Долани) – wieś w gminie miejskiej Sztip w środkowej Macedonii Północnej.

## Demografia
Według spisu ludności z 2002 we wsi Dołani mieszkało 83 mieszkańców.

### Rasy i pochodzenie
Według wyżej wspomnianych danych we wsi Dołani mieszkało 68 Macedończyków i 15 Wołochów.

## Galeria

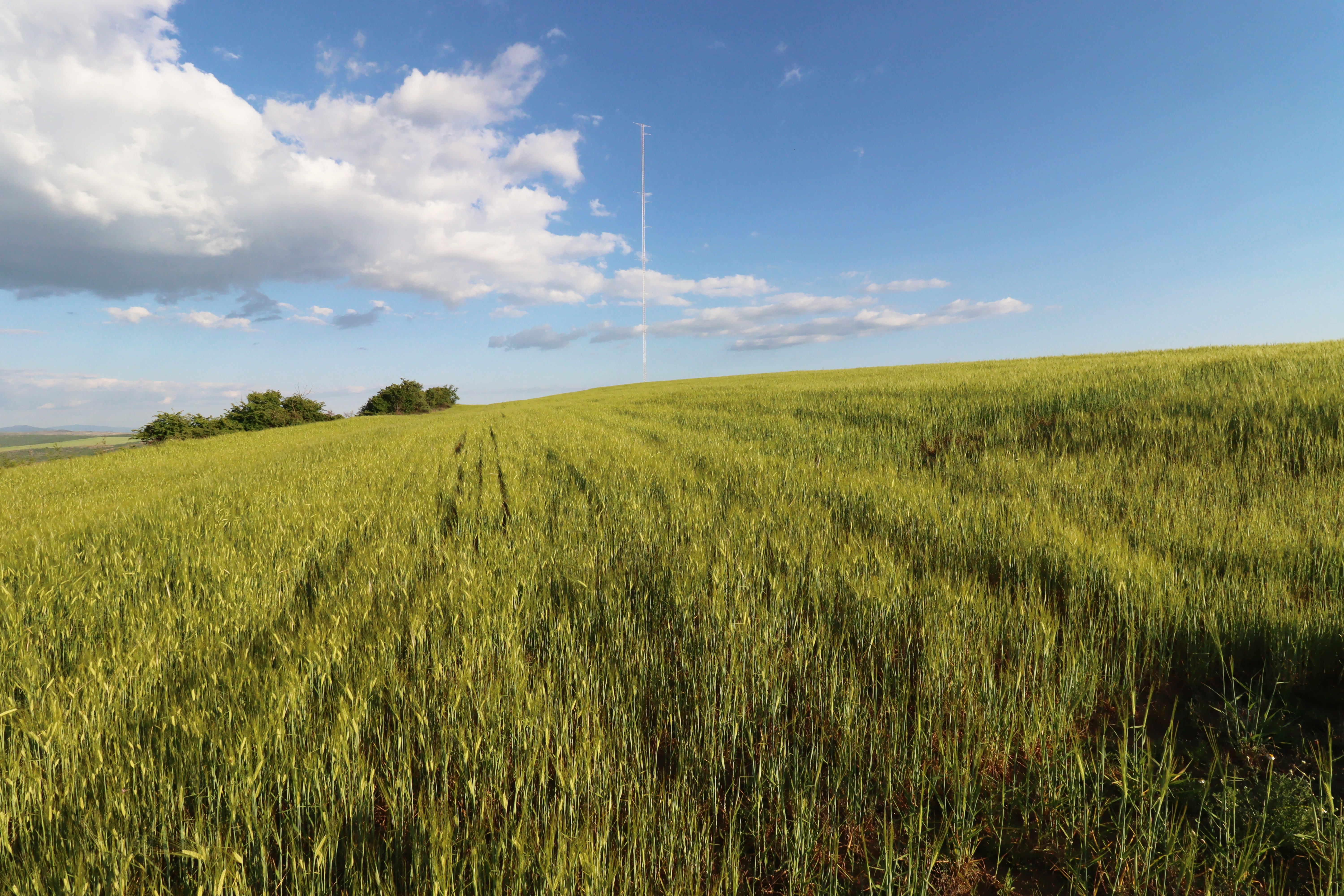
Krajobraz Ǵupskiego Pogórza (mac. Ѓупски Рид)